# Велика Благовіщенка
Вели́ка Благові́щенка — село в Україні, у Горностаївській селищній громаді Каховського району Херсонської області. Населення становить 920 осіб.
КПСГП «Нива». Колективне сільськогосподарське підприємство «Таврія». ТОВ "ТД «Україна». Клуб. Бібліотека.

## Історія
У лютому 2022 року село тимчасово окуповане російськими військами під час російсько-української війни.

## Населення
Згідно з переписом УРСР 1989 року чисельність наявного населення села становила 1084 особи, з яких 503 чоловіки та 581 жінка.
За переписом населення України 2001 року в селі мешкало 911 осіб.

### Мова
Розподіл населення за рідною мовою за даними перепису 2001 року:
| Мова       | Відсоток |
| ---------- | -------- |
| українська | 91,85 %  |
| російська  | 4,89 %   |
| молдовська | 1,63 %   |
| білоруська | 1,52 %   |